# William Stanford Davis
William Stanford Davis (Saint Louis, 7 agosto 1951) è un attore statunitense.

## Biografia
Nato e cresciuto a The Ville, nel nord di St. Louis, Missouri. Dopo essersi diplomato alla Northwest High School, ha frequentato la Lincoln University, un'università storicamente afroamericana (HBCU) a Jefferson City, Missouri. L'idea di diventare un attore gli venne ispirata durante il liceo, quando un insegnante lo portò a vedere l'esibizione della Negro Ensemble Company. Dal liceo al college, è stato il frontman della band pop e R&B The Fabulous Paramount Revue, che ha aperto per The O'Jays tra gli altri artisti prima di sciogliersi durante la Guerra del Vietnam. Ha anche lavorato come radiofonico in una stazione radio country in Texas prima di trasferirsi a Los Angeles per intraprendere la carriera di attore all'età di 33 anni, ispirato dalla visione di Sidney Poitier nel film del 1958 La parete di fango. Dopo essersi trasferito, la sua macchina prese fuoco, cosa che lo ha tenuto a rimanere a Los Angeles. Il suo primo ruolo fu quello di un custode nelle soap opera Beautiful nel 1995.
Membro dell'Actors Studio. Ha avuto ruoli minori nelle serie Snowpiercer, Studio 60 on the Sunset Strip, The Practice, Curb Your Enthusiasm, Perry Mason e If Loving You Is Wrong, e nei film So B. It, Tutto ciò che voglio, Holly Day, Dead Women Walking, Adopt a Highway e A Holiday Chance. Ha anche avuto ruoli ricorrenti come il Coach Max nella serie Apple TV+ Swagger e Potato Pie nella serie Ray Donovan.
Dal 2021 è un membro regolare del cast della serie Abbott Elementary, nei panni del signor Johnson, l'eccentrico custode di lunga data della scuola elementare titolare dello spettacolo. Dopo un'audizione su Zoom avrebbe dovuto essere una guest star, ma divenne un personaggio ricorrente, apparendo in tutti i 12 episodi della prima stagione delle serie. Per il suo ruolo in Abbott Elementary, è stato nominato come miglior attore non protagonista in una serie comica al 54º NAACP Image Awards nel 2023. È stato inserito nella confraternita Phi Beta Sigma come fratello onorario durante il conclave del 2023, tenutosi a Houston. Ha vinto uno Screen Actors Guild Award per il miglior cast in una serie commedia nel 2022 e ha ricevuto una seconda nomination nel 2024.

## Filmografia parziale

### Cinema
- I colori della vittoria (Primary Colors), regia di Mike Nichols (1998)
- City of Angels - La città degli angeli (City of Angels), regia di Brad Silberling (1998)
- La profezia (The Prophecy 3: The Ascent), regia di Patrick Lussier (2000)
- Sballati d'amore - A Lot Like Love (A Lot Like Love), regia di Nigel Cole (2005)
- Hallowed Ground, regia di David Benullo (2007)
- Across the Hall, regia di Alex Merkin (2009)
- Barry Munday - Papà all'improvviso (Barry Munday), regia di Chris D'Arienzo (2010)
- Tutto ciò che voglio (Please Stand By), regia di Ben Lewin (2017)

### Televisione
- Beautiful (The Bold and the Beautiful) – serie TV, 2 episodi (1995)
- The Practice - Professione avvocati (The Practice) – serie TV, un episodio (1999)
- Ally McBeal – serie TV, 3 episodi (1999)
- Cenerentola a New York (Time of Your Life) – serie TV, 2 episodi (1999)
- James Dean - La storia vera (James Dean), regia di Mark Rydell – film TV (2001)
- Robbery Homicide Division – serie TV, un episodio (2002)
- Il tocco di un angelo (Touched by an Angel) – serie TV, un episodio (2003)
- The District – serie TV, un episodio (2003)
- Squadra Med - Il coraggio delle donne (Strong Medicine) – serie TV, un episodio (2003)
- Cold Case - Delitti irrisolti (Cold Case) – serie TV, un episodio (2003)
- American Dreams – serie TV, un episodio (2003)
- Angel – serie TV, un episodio (2004)
- The Guardian – serie TV, un episodio (2004)
- The Shield – serie TV, un episodio (2004)
- NYPD - New York Police Department (NYPD Blue) – serie TV, un episodio (2004)
- Desperate Housewives – serie TV, un episodio (2006)
- My Name Is Earl – serie TV, un episodio (2006)
- The Closer – serie TV, un episodio (2006)
- Studio 60 on the Sunset Strip – serie TV, 8 episodi (2006-2007)
- Lincoln Heights - Ritorno a casa (Lincoln Heights) – serie TV, 13 episodi (2007-2009)
- Passions – serie TV, 2 episodi (2007)
- Shark - Giustizia a tutti i costi (Shark) – serie TV, un episodio (2008)
- CSI - Scena del crimine (CSI: Crime Scene Investigation) – serie TV, un episodio (2008)
- Terminator: The Sarah Connor Chronicles – serie TV, un episodio (2008)
- Saving Grace – serie TV, un episodio (2009)
- Bones – serie TV, un episodio (2010)
- The Event – serie TV, un episodio (2011)
- Harry's Law – serie TV, un episodio (2011)
- Shameless – serie TV, un episodio (2012)
- Il risolutore (The Finder) – serie TV, un episodio (2012)
- The Big Bang Theory – serie TV, un episodio (2012)
- Ray Donovan – serie TV, 20 episodi (2013-2017)
- Criminal Minds – serie TV, un episodio (2015)
- Chicago Med – serie TV, un episodio (2016)
- The Middle – serie TV, un episodio (2016)
- Code Black – serie TV, un episodio (2017)
- Light as a Feather – serie TV, un episodio (2019)
- Curb Your Enthusiasm – serie TV, un episodio (2020)
- Perry Mason – serie TV, un episodio (2020)
- Snowpiercer – serie TV, 5 episodi (2020)
- Swagger – serie TV, 3 episodi (2021)
- Abbott Elementary – serie TV, 70 episodi (2021-In corso)
- Truth Be Told – serie TV, un episodio (2023)
- Side Quest – serie TV, un episodio (2025)

## Doppiatori italiani
Nelle versioni in italiano delle opere in cui ha recitato, William Stanford Davis è stato doppiato da:
- Wladimiro Grana in The Shield, The Closer, CSI - Scena del crimine
- Angelo Nicotra in Shameless, Criminal Minds
- Bruno Slaviero in Ally McBeal
- Gerolamo Alchieri in Desperate Housewives
- Diego Reggente in Cold Case - Delitti irrisolti
- Stefano Santerini in Shark - Giustizia a tutti i costi
- Paolo Buglioni ne Il risolutore
- Bruno Alessandro in Code Black
- Pierluigi Astore in Perry Mason
- Stefano Oppedisano in Abbott Elementary
- Saverio Indrio in Side Quest